# Castelos & Ruínas
Castelos & Ruínas é o primeiro álbum de estúdio do rapper brasileiro BK', lançado em 21 de março de 2016.
Membro do grupo Nectar Gang, BK' trouxe, em seu primeiro projeto solo, um estilo próprio e consolidou-se como um dos rappers mais influentes do país. Morador do Catete, BK' mostra, nas 13 faixas do álbum, partes de suas vivências no bairro. Além disso, suas ambições, medos e sentimentos são parte da obra.

## Recepção
Castelos & Ruínas é considerado por muitos o melhor álbum do artista, visto que em sua primeira obra, BK' conseguiu, por votações populares, o posto de melhor álbum de rap nacional do ano de 2016 pelos portais da Red Bull  e da Genius Brasil . Um dos responsáveis pela produção do disco, JXNV$ foi considerado o melhor produtor daquele ano também pela Genius.

## Faixas
| N.º            | Título                                                      | Duração |  |
| 1.             | "Sigo na Sombra" (prod. El Lif Beatz)                       | 3:15    |  |
| 2.             | "C&R Interlúdio I" (prod. JXNV$)                            | 2:15    |  |
| 3.             | "Quadros" (part. Ashira e Luccas Carlos, prod. JXNV$)       | 5:10    |  |
| 4.             | "O Que Sobra Disso Tudo" (part. Luccas Carlos, prod. JXNV$) | 2:40    |  |
| 5.             | "Visão Ampla" (prod. El Lif Beatz)                          | 3:16    |  |
| 6.             | "Caminhos" (prod. El Lif Beatz)                             | 2:48    |  |
| 7.             | "Castelos & Ruínas" (prod. Sain)                            | 4:10    |  |
| 8.             | "Pirâmide" (prod. JXNV$)                                    | 3:19    |  |
| 9.             | "Amores, Vícios e Obsessões" (prod. JXNV$)                  | 3:15    |  |
| 10.            | "Não Me Espere" (prod. GoriBeatzz)                          | 4:11    |  |
| 11.            | "Um Dia de Chuva Qualquer" (prod. El Lif Beatz)             | 3:40    |  |
| 12.            | "C&R Interlúdio II" (prod. El Lif Beatz)                    | 1:40    |  |
| 13.            | "O Próximo Nascer do Sol" (prod. JXNV$)                     | 3:07    |  |
| Duração total: | Duração total:                                              | 42:36   |  |

#### Ficha Técnica
- Direção e Produção Musical: El Lif Beatz e JXNV$
- Direção Geral: BK', El Lif Beatz e JXNV$
- Produção Executiva: BK' e El Lif Beatz
- Produção Fonográfica: Pirâmide Perdida Records (JXNV$ e El Lif Beatz)
- Mixagem e Masterização: Arthur Luna
- Capa e Arte: Wilmore Oliveira

### Videoclipes
- C&R Interlúdio I e II - setembro de 2016
- Sigo na Sombra - março de 2017
- Caminhos - março de 2017